# Choi Kwang-ji
Choi Kwang-ji (5 giugno 1963) è un ex calciatore sudcoreano, di ruolo attaccante.